# Shaggy Dogs
 (octobre 2022).
Pour ceux qui revendiquent l’appartenance à une chapelle musicale, les Shaggy Dogs sont des traîtres, car il est impossible de les classer dans un style précis. Blues ? Pas seulement. Pub Rock ? Trop restrictif ! Rock, alors ? Soul ??? Ils sont tout cela à la fois, un mélange simple et savant qu’ils appellent Fiesta Blues’n’Roll. 

## Biographie
Alors oui, ce sont des rebelles et des hors-la-loi, car ils refusent les clichés associés à tel ou tel genre et s’affranchissent des règles. Ils ont choisi la liberté, et leur univers se nourrit de toutes les musiques pourvu qu’elles permettent de faire la fête et de faire danser leur public.
Les Shaggy Dogs se sont fait les crocs en participant à un premier disque en 1998 « Tribute to Lee Brilleaux » en hommage au leader de Dr. Feelgood. Depuis, nos « Pub Rockers Class Heroes » n’ont de cesse d’entretenir une cuvée rhythm’n’ blues-soul-rock’n’Roll tirée du même fût de bière que leur héros. Huit albums plus tard, et des tournées partout en France, en Europe, au Canada et même au Japon, la meute est plus mordante que jamais.
A présent ils nous reviennent, s’excusant presque de nous avoir fait attendre, en sortant un Ep nommé “Sorry For The Delay !” Pour eux, l’important reste identique, du monde d’avant à celui d’aujourd’hui : prendre le plaisir quand il se présente, vivre les instants présents et en jouir au maximum.
Toujours en grande tenue d’apparat, tel l’orchestre d’une revue soul et chic, les chiens montent la garde. Pour grimper à bord de leur vaisseau à remonter le temps, il faut montrer patte blanche. Mettre de côté sa frime, sa morosité et ses idées reçues, pour mieux se laisser emporter dans cette étonnante faille spatio-temporelle qui nous emmène au temps du big bang rock’n’roll.

## Discographie

### Albums studio
- 2000 : A Dog’s Life (Outside Records)
- 2006 : Pub Rockers Class Heroes (First Offence Records)
- 2008 : No Covers (First Offence Records)
- 2011 : Who Let the Shaggy Dogs out?! (First Offence Records)
- 2013 : Renegade Party (First Offence Records)
- 2015 : Bababoomba (First Offence Records)
- 2018 : All inclusive (First Offence Records)
- 2022 : Sorry for the Delay (First Offence Records)

### Compilations
- 1999 : Tribute to Lee Brilleaux vol 1 (Outside Records)
- 2000 : Tribute to Lee Brilleaux vol 2 (Outside Records)
- 2007 : Wild Sazanami Beat vol 4 (Sazanami, Japon)
- 2011 : Sound Sweet Smoke Since 1996
- 2016 : Fiesta Blues & Roll (Folc Records, Espagne)